# Đại học Trường An
Đại học Trường An (tiếng Trung: 长安大学 ; tiếng Anh: Chang'an University) nằm ở thành phố Tây An tỉnh Thiểm Tây, trực thuộc Bộ Giáo dục Quốc gia, là Bộ Giáo dục và Bộ Giao thông vận tải, Bộ Tài nguyên đất đai, Nhà ở và vấn đề đô thị, Chính quyền nhân dân tỉnh Thiểm Tây hợp tác xây dựng đề án 985 để xây dựng trường đại học công lập, với "Khoa học công nghệ hỗ trợ xây dựng và vận chuyển đường cao tốc"985 Nền tảng đổi mới kỷ luật lợi thế kỹ thuật, mà còn là" Kế hoạch 211 "" các chương trình sau đại học trình độ cao quốc gia xây dựng các trường đại học trường công lập 'và' Kế hoạch giáo dục và đào tạo kỹ sư xuất sắc của tập đoàn trực tuyến tập trung vào các trường đại học. Năm 2000, đây là một trường đại học toàn diện được thành lập bởi sự sát nhập của Đại học Giao thông Đường sắt Tây An (trước đây là Học viện đường sắt Tây An), Học viện Công trình Tây An (trước đây là Học viện Địa chất Tây An) và Viện Công trình Kiến trúc Tây Bắc.

## Lịch sử
Đại học Trường An được thành lập bởi sự sát nhập của Đại học Giao thông đường sắt Tây An cũ, Học viện Công trình Tây An và Viện Công trình Kiến trúc Tây Bắc vào ngày 18 tháng 4 năm 2000. Sự phát triển lịch sử của nó bao gồm sự phát triển chung của ba trường đại học.

### Niên biểu
- Năm 1951, trường Giao thông Tây Bắc được thành lập ở ngoại ô Lan Châu, đặt nền tảng đầu tiên của Đại học Trường An.
- Năm 1953, Trường Địa chất Tây An thuộc Bộ Địa chất của Chính phủ Nhân dân Trung ương và Trường Công trình Xây dựng Tây An thuộc Bộ Xây dựng và Công trình của Chính phủ Nhân dân Trung ương đã được thành lập liên tiếp.
- Năm 1952, Trường Giao thông Tây Bắc chuyển đến ở phía Đông Tây An và đổi tên thành "Trường Quốc lộ Tây An".
- Năm 1953, Trường Địa chất Tây An được thành lập tại Tây An.
- Năm 1953, Trường Công trình Kiến trúc Tây An được thành lập tại Tây An.
- Năm 1955, Trường Quốc lộ Tây An được đổi tên thành "Trường Máy móc Ô tô Tây An".
- Năm 1958, các giáo viên và thiết bị của Ủy ban trù bị của Học viện Đường quốc lộ Bắc Kinh đã được chuyển sang Tây An và trên cơ sở Trường Máy móc Ô tô Tây An thành lập "Học viện Đường quốc lộ Tây An".
- Năm 1978, Trường Địa chất Tây An được đổi tên thành "Học viện Địa chất Tây An".
- Năm 1978, Trường Công trình Kiến trúc Tây An được đổi tên thành "Học viện Công trình Kiến trúc Tây Bắc"
- Năm 1995, Học viện Đường quốc lộ Tây An được đổi tên thành "Đại học Đường quốc lộ Tây An".
- Năm 1996, Học viện Địa chất Tây An được đổi tên thành "Học viện Công trình Tây An".
- Vào ngày 18 tháng 4 năm 2000, ba trường là Đại học Đường quốc lộ Tây An, Học viện Công trình Tây An và Học viện Công trình Kiến trúc Tây Bắc đã sáp nhập để thành lập Đại học Trường An, được đặt dưới sự quản lý của Bộ Giáo dục.

### Sơ đồ phát triển
|                            | Đại học Giao thông Đường quốc lộ Tây An                                                                                | Học viện công trình Tây An                                      | Học viện Công trình Kiến trúc Tây Bắc       |
| -------------------------- | --- | --------------------------------------------------------------- | ------------------------------------------- |
| Thẩm quyền                 | Bộ giao thông | Bộ tài nguyên đất                                               | Bộ xây dựng                                 |
| Tiền thân của trường       | Trường Giao thông Tây Bắc                                                                                              | Trường Địa chất Tây An                                          | Trường Công trình Kiến trúc Tây An          |
| Thời gian thành lập trường | 1951 | 1953                                                            | 1953                                        |
| Lịch sử phát triển         | 1951: Học viện Đường quốc lộ Bắc Kinh 1958: Học viện Đường quốc lộTây An 1995: Đại học giao thông Đường quốc lộ Tây An | 1978: Học viện Địa chất Tây An 1996: Học viện Công trình Tây An | 1978: Học viện Công trình Kiến trúc Tây Bắc |
| Lịch sử phát triển         | 2000: Đại học Trường An                                                                                                |                                                                 |                                             |

## Hiện trạng
Đại học Trường An có 21 học viện giảng dạy (khoa), 5 ngành trọng điểm quốc gia, 26 ngành trọng điểm của tỉnh, 8 trạm nghiên cứu sau tiến sĩ, 8 địa điểm nghiên cứu Tiến sĩ cấp một và 50 địa điểm nghiên cứu Tiến sĩ cấp hai., 26 chương trình thạc sĩ cấp một, 118 chương trình thạc sĩ cấp hai, 78 chuyên ngành đại học và hướng nghiệp, 7 chương trình thạc sĩ như quản lý công cộng, quản trị kinh doanh, 16 lĩnh vực tuyển sinh thạc sĩ kỹ thuật, 15 trường cao đẳng Giáo viên đang theo đuổi bằng thạc sĩ trong công việc, và là cơ sở giáo dục văn hóa quốc gia cho sinh viên đại học và là cơ sở đào tạo để tuyển chọn sĩ quan cảnh sát dự bị của Lực lượng cảnh sát vũ trang nhân dân Trung Quốc. Hiện tại, có hơn 31.000 sinh viên toàn thời gian, bao gồm hơn 9.000 sinh viên tiến sĩ, sau đại học và sinh viên nước ngoài.
Đại học Trường An có 2 phòng thí nghiệm kỹ thuật quốc gia, 7 phòng thí nghiệm trọng điểm và trung tâm nghiên cứu kỹ thuật của Bộ Giáo dục, 13 phòng của Bộ Giao thông vận tải, Bộ Đất đai và Tài nguyên, Bộ Nhà ở và Phát triển Nông thôn Đô thị, Trung tâm Nghiên cứu Kỹ thuật và Kỹ thuật Chính Thiểm Tây, 2 Cơ sở nghiên cứu chính của khoa học xã hội và nhân văn tỉnh Thiểm Tây. Có mặt bằng thử nghiệm xe toàn diện duy nhất trong các trường đại học ở Trung Quốc.
Trường hiện có 2.027 giáo viên toàn thời gian, bao gồm 3 học giả của Học viện Kỹ thuật Trung Quốc, 6 học giả sông Dương Tử, hơn 1.100 giáo sư và phó giáo sư, 190 giám sát viên tiến sĩ, và 814 giám sát viên cấp tỉnh. Hơn 80 người đã được chọn làm ứng cử viên quốc gia cho Dự án Tài năng thế kỷ mới và các chương trình tài năng cấp cao khác nhau như Bộ Giáo dục, Bộ Giao thông Vận tải và Tỉnh Thiểm Tây.
Trường tuân thủ sự kết hợp giữa sản xuất, giảng dạy và nghiên cứu. Trong những năm gần đây, trường đã thực hiện hơn 6.000 dự án nghiên cứu khoa học bao gồm các dự án nghiên cứu khoa học quốc gia quan trọng như "973", " 863 " và Quỹ khoa học tự nhiên quốc gia Trung Quốc. 14 giải thưởng khoa học và công nghệ quốc gia, 31 giải thưởng hạng nhất cấp tỉnh và cấp bộ, và hơn 500 giải thưởng cấp tỉnh và cấp bộ khác, đã thực hiện hơn 360 dự án giáo dục và nghiên cứu thuộc nhiều loại bao gồm các chủ đề quy hoạch quốc gia, và giành được cấp quốc gia và cấp tỉnh Hơn 50 giải thưởng thành tích giảng dạy. Tài trợ nghiên cứu khoa học hàng năm hơn 660 triệu nhân dân tệ.
Trường chỉnh sửa và xuất bản "Báo Đường quốc lộ Trung Quốc", "Báo Kỹ thuật Giao thông vận tải", "Báo Khoa học và Kỹ thuật Xây dựng", "Báo Khoa học Trái đất và Môi trường", "Báo Đại học Trường An (Phiên bản Khoa học Tự nhiên)" Phiên bản) "," Máy móc xây dựng đường bộ và cơ giới xây dựng "," Trình điều khiển ô tô "và 8 bài báo quốc gia khác, 2 trong số đó là các bài báo xây dựng quan trọng quốc gia, 3 cơ sở dữ liệu Ei bao gồm các bài báo và 4 là các bài báo cốt lõi của Trung Quốc. "Báo Đường cao tốc Trung Quốc" và "Báo Kỹ thuật Giao thông vận tải" liên tục được chọn vào "Hàng trăm bài báo học thuật xuất sắc của Trung Quốc".
Trường bắt đầu tuyển dụng sinh viên nước ngoài vào năm 1956, và đã đào tạo gần 2.000 sinh viên quốc tế tại hơn 40 quốc gia và khu vực bao gồm Hoa Kỳ, Đức, Nhật Bản, Úc, Việt Nam, Tanzania và Yemen. Trường cũng là một trong những trường đại học sớm nhất ở Trung Quốc thực hiện giáo dục viện trợ nước ngoài và tuyển dụng sinh viên từ Hồng Kông, Macao và Đài Loan. Trong những năm gần đây, các trường học đã thích nghi với xu hướng phát triển quốc tế hóa giáo dục đại học và tăng cường trao đổi và hợp tác nước ngoài. Trường đã liên tục liên kết với hơn 110 trường đại học và tổ chức nghiên cứu tại Hoa Kỳ, Anh, Nga, Ukraine, Nhật Bản, Hàn Quốc và các quốc gia và khu vực khác. Trao đổi và hợp tác, tham gia "Chương trình đào tạo nhân tài Trung Quốc-Hoa Kỳ 1 + 2 + 1", thành lập một tập đoàn đại học quốc tế với Đại học Kiến trúc Nga Rostov và thành lập một trung tâm đào tạo ngoại ngữ của Cục Chuyên gia Ngoại giao Nhà nước. Trong những năm gần đây, trường đã tài trợ và tổ chức "Hội nghị chuyên đề quốc tế về giao thông vận tải lần thứ năm", "Hội thảo quốc tế về các vấn đề môi trường và phát triển bền vững ở miền Tây Trung Quốc", "Hội thảo quốc tế tiên tiến về lãnh đạo và chiến lược đại học", "2006 Tây An Hàng chục hội thảo học thuật quốc tế bao gồm Diễn đàn trắc địa quốc tế, Hội thảo quốc tế về Guanxue · Nanmingxue và nền văn minh Đông Á, và Diễn đàn thông tin địa lý quốc tế Á-Âu.

## Chuyên ngành
| - 公路学院 - 道路系 - 桥梁系 - 交通工程系 - 岩土与隧道工程系 - 公路管理系 - 汽车学院 - 交通运输系 - 车辆工程 - 机电与动力工程 - 交通安全 - 营销系 - 物流工程 - 汽车服务工程 - 工程机械学院 - 机械设计制造及自动化 - 机械电子工程 - 工业设计 - 交通建设与装备 - 工程机械 - 经济与管理学院 - 电子商务 - 信息管理与信息统 - 财务管理 - 工商管理 - 国际经济与贸易 - 会计学 - 交通运输 - 统计学 - 物流管理 | - 电子与控制工程学院 - 交通信息与控制工程系 - 自动化系 - 电气工程系 - 电子科学与技术系 - 信息工程学院 - 计算机科学系 - 交通信息工程系 - 软件工程系 - 电子信息工程系 - 通信工程系 - 网络工程系 - 地质工程与测绘学院 - 地质工程系 - 地球物理系 - 测绘科学与工程系 - 安全工程系 - 地球科学与资源学院 - 资源勘查（石油与天然气） - 资源勘查（固体矿产） - 地质学 - 土地管理 - 地理信息系统 - 矿物加工 - 旅游管理 - 建筑工程学院 - 建筑工程系 - 工程管理系 - 工程造价系 - 环境科学与工程学院 - 建筑环境与设备系 - 环境工程系 - 环境科学系 - 给排水科学与工程系 - 化学工程系 - 水文与水资源工程系 | - 建筑学院 - 建筑系 - 城乡规划系 - 环境设计系 - 材料科学与工程学院 - 道路材料工程系 - 材料加工工程系 - 无机非金属材料系 - 人文社会科学学院 - 公共管理系 - 法学系 - 政教系 - 广告学系 - 中文系 - 新闻传播系 - 艺术系 - 理学院 - 数学与信息科学系 - 应用物理系 - 化学与材料科学系 - 工程力学系 - 工程图学系 - 外国语学院 - 英语系 - 日语系 - 大学英语一系 - 大学英语二系 - 研究生英语系 - 国际教育学院 - 体育部(体育) - 应用技术学院 - 继续教育学院 - 兴华学院 |

## Khuôn viên
Đại học Chang'an hiện có hai cơ sở, đó là trụ sở chính và Weishui, hai cơ sở thực tập.

### Trụ sở chính
Nằm ở vùng ngoại ô phía nam của Xi'an, nó bao gồm 3 khu vực giảng dạy (Bắc, Đông, Tây) và 5 khu dân cư (Đường Trường An, Đường Yucai, Đường Chongye, Đường Cuihua, Cổng Mingde).

#### Khu giảng dạy Beiyuan
Nó nằm ở phần giữa của Đường vành đai thứ hai ở Tây An. Đây là địa điểm của Đại học Giao thông Quốc lộ Tây An trước đây, trước đây gọi là "Trụ sở Vành đai thứ hai" hay "Trụ sở chính".

#### Khu giảng dạy phía đông
Nó nằm trên đường Yanta ở Tây An, địa điểm cũ của Đại học Kỹ thuật Tây An, trước đây gọi là "Trụ sở Yanta".

#### Khu vực giảng dạy học viện phương Tây
Nó nằm ở Xiaozhai, Chang'an Middle Road, Xi'an.

### Cơ sở Weishui

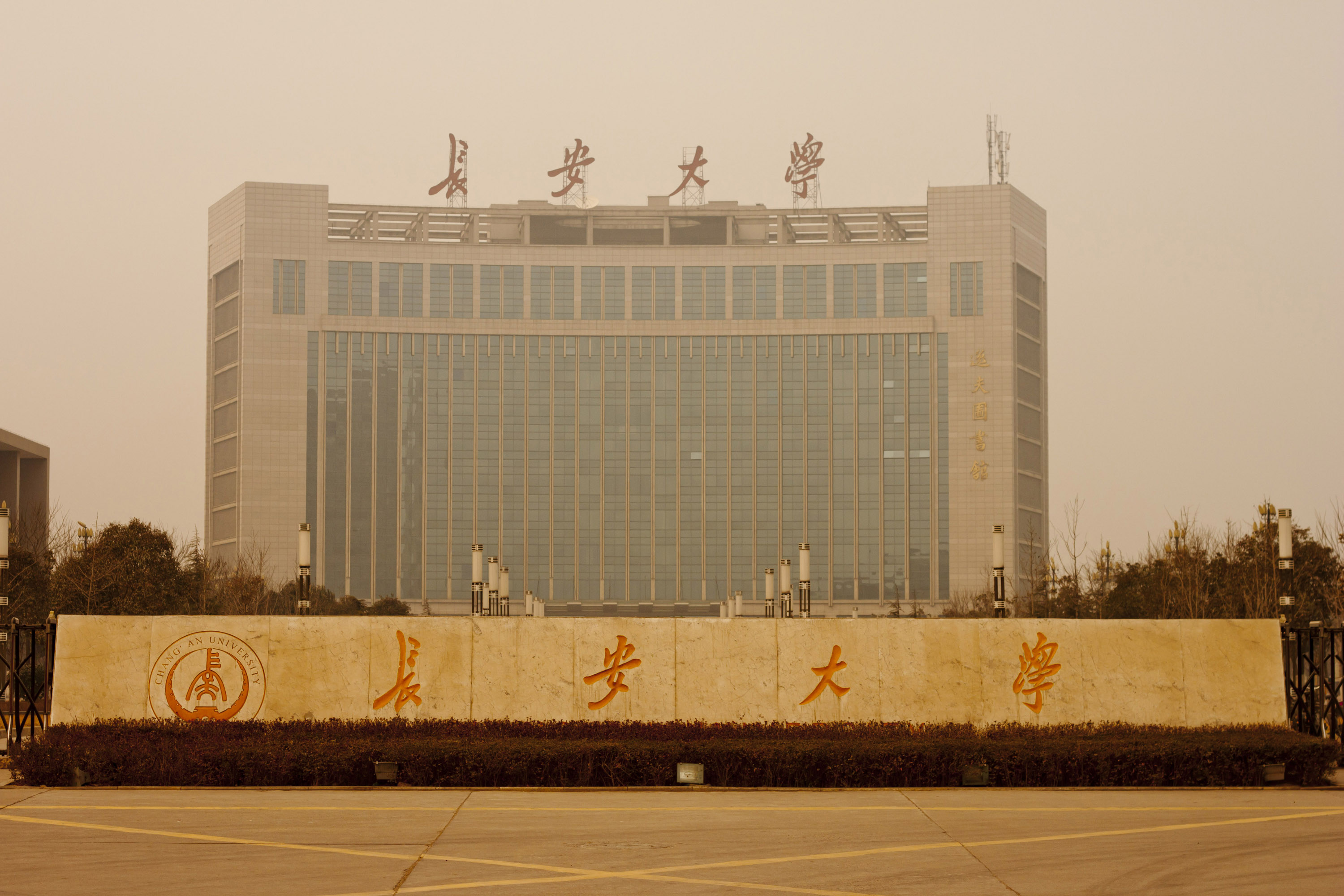
Cổng chính của Trường đại học Chang Shui Weishui với Thư viện Shaw trong nền

Tọa lạc tại Tây An Zhu Hồng Road, khu vực phía bắc số 1, có diện tích 1.706 mẫu Anh. Việc xây dựng Cơ sở Weishui bắt đầu vào tháng 10 năm 2002 và được đưa vào sử dụng vào năm 2005. Việc xây dựng vẫn đang tiếp tục cho đến ngày nay, với khoản đầu tư 750 triệu nhân dân tệ. Hiện tại Đại học Chang'an cử nhân 1-3 sống ở đây và tham gia các lớp học. Cơ sở thử nghiệm toàn diện của Đại học Changan cho máy móc xây dựng đường bộ và các ứng dụng ô tô cũng nằm trong khuôn viên này.

### Cơ sở thực hành núi Tai Bạch
Nó nằm dưới chân Công viên Rừng Quốc gia Núi Tai Bạch ở tỉnh Thiểm Tây. Cơ sở thực tập núi Tai Bạch đã được lên kế hoạch và bắt đầu thu hồi đất bởi Đại học Giao thông và Giao thông Tây An cũ vào tháng 8 năm 1998. Mục đích chính của nó là chọn và định tuyến các tuyến đường trong khu vực miền núi cho sinh viên chuyên ngành đường cao tốc, cầu, xây dựng, địa chất, đất đai và tài nguyên, và du lịch. Và đào tạo tuyến đường, khảo sát địa chất và địa hình, và dịch vụ du lịch. Hiện tại, giai đoạn thứ nhất và thứ hai của dự án đã cơ bản hoàn thành. Sau khi giai đoạn thứ hai của dự án được đưa vào sử dụng, nó có thể đáp ứng thực tiễn giảng dạy của 1.650 sinh viên mỗi năm, và nó cũng có thể được sử dụng làm nơi nghỉ ngơi và phục hồi trong kỳ nghỉ.

## Thư viện

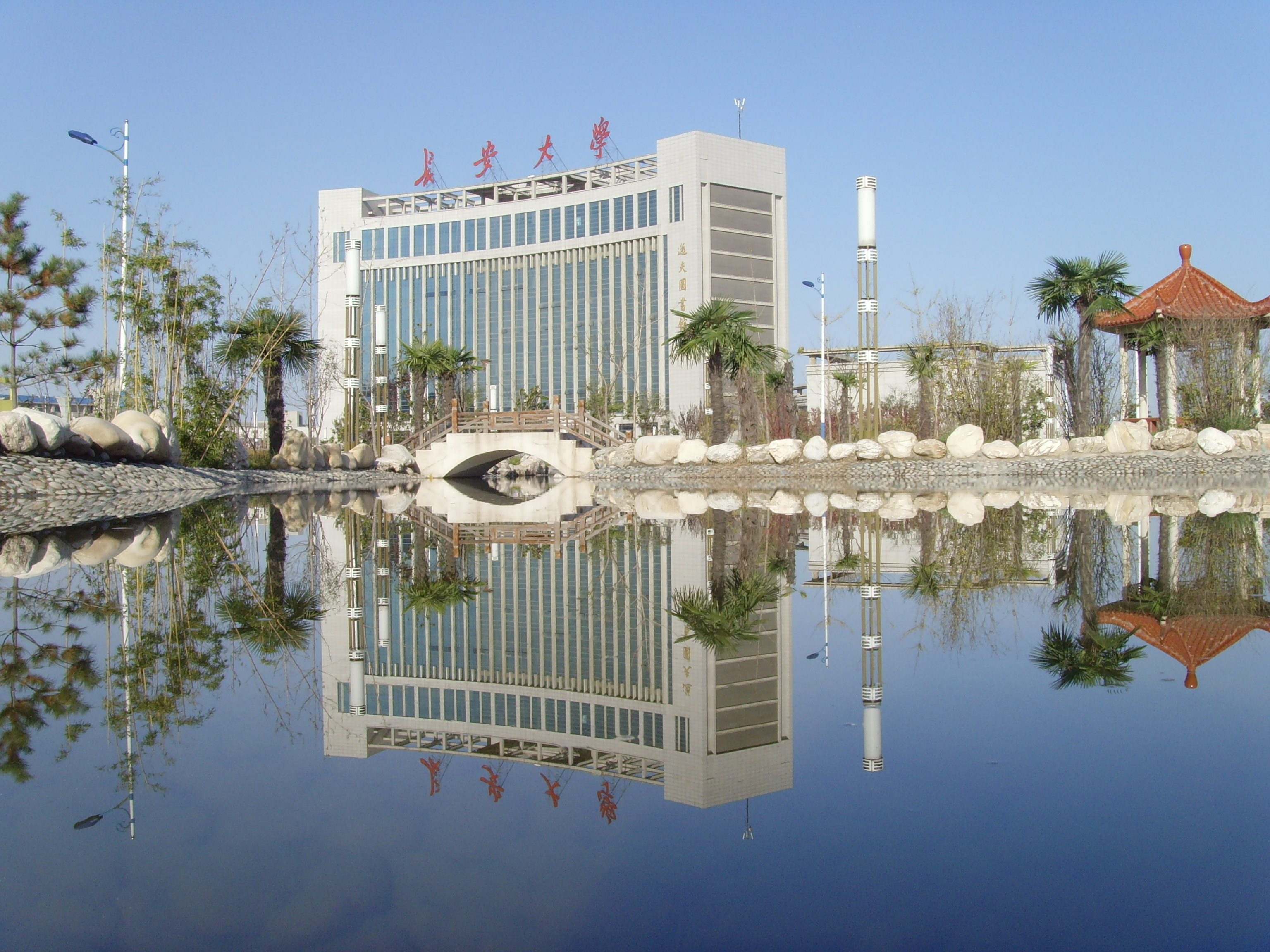
Thư viện Yifu trong khuôn viên Weishui

Thư viện trường đại học Chang'an bao gồm bốn thư viện, được đặt tại Cơ sở Weishui (Thư viện Yifu), Khu giảng dạy tại Khu học xá phía Bắc, Khu giảng dạy tại Khu trường phía Đông và Khu giảng dạy Khu trường phía Tây. Nó có tổng diện tích xây dựng 46.668 mét vuông, 4.356 chỗ đọc và nhận được 1,2 triệu độc giả hàng năm.
Thư viện có hơn 2.486.000 tập sách, 94.591 tập tạp chí định kỳ, 3.170 đầu sách tiếng Trung và tiếng nước ngoài, và hơn 222.000 loại sách điện tử, bao gồm Siêu sao và Người sáng lập Đại học Bắc Kinh. Có Wanfang Dữ liệu Tài nguyên, Trung Quốc Tạp chí Net, khoa học Trung Quốc và công nghệ cơ sở dữ liệu định kỳ, in lại, Trung Quốc Infobank, Kỹ thuật Index, Hoa Kỳ và Luận cương cơ sở dữ liệu toàn văn, Hội kỹ sư xây dựng Mỹ cơ sở dữ liệu, tóm tắt khoa học Cambridge và hai mươi loại khác nổi tiếng Hệ thống cơ sở dữ liệu tiếng Trung và ngoại ngữ. Một hệ thống an ninh tài nguyên tài liệu đa ngành đã được thiết lập với cầu đường cao tốc, máy móc kỹ thuật, kỹ thuật ô tô, giao thông, đất đai và tài nguyên, kỹ thuật địa chất, kỹ thuật địa kỹ thuật, kỹ thuật xây dựng, kỹ thuật môi trường, kinh tế và quản lý, và các ngành khác.

## Cựu sinh viên xuât săc
- Chính trị 
  - Li Peicheng, nhà nghiên cứu, học giả của Viện Hàn lâm Khoa học Trung Quốc, cựu Bộ trưởng Bộ Khoa học và Công nghệ, chuyên gia viễn thám, người tạo ra công nghệ hình ảnh vệ tinh nhận dạng tự động máy tính.
  - Zhang Yichi, cựu thành viên của Ủy ban Thường vụ Quốc hội Nhân dân Quốc gia, Phó Chủ tịch Liên đoàn Công Thương Toàn Trung Quốc, Phó Chủ tịch Hiệp hội Kiểm toán Nội bộ Trung Quốc, và kỹ sư.
  - Chang Xintai, Thứ trưởng Bộ Giao thông vận tải và Giám đốc Cục Hàng không dân dụng Trung Quốc.
  - Zhou Wei, Kỹ sư trưởng của Bộ Giao thông vận tải.
  - Zhang Yichi, đảng viên của Bộ Đất đai và Tài nguyên và Giám đốc Cơ quan Khảo sát Địa chất Trung Quốc, từ năm 1986 đến năm 1991, ông giữ chức Bí thư Đảng ủy Viện Địa chất Tây An (sáp nhập vào Đại học Trường An).
  - Zakaria, Bộ trưởng Tham tán Đại sứ quán Palestine tại Trung Quốc.
  - Mualimi, Đại sứ Yemen tại Trung Quốc.
- Học viện 
  - Li Shuo, Viện sĩ hàn lâm Học viện Kỹ thuật Trung Quốc.
  - Zheng Jianlong, Đại Trường Sa Khoa học giáo sư và gia sư tiến sĩ, Đại học Bách khoa Trường Sa.
  - Zhimin Wei là Phó Chủ tịch của Đại học Hàng không và Vũ trụ Bắc Kinh.
  - Sun Xiaoduan là giáo sư nhiệm kỳ tại Đại học Monroe ở Louisiana.
  - Qin Qinghua là giáo sư tại Trường Kỹ thuật Cơ khí của Đại học Thiên Tân và là đợt thứ tư của "Chương trình Giải thưởng Học giả Cheung Kong Giáo sư xuất sắc" của Bộ Giáo dục.
  - Zhang Yichi, một chuyên gia về tự động hóa sản xuất cơ khí, một học giả của Viện Hàn lâm Khoa học Trung Quốc, trưởng khoa Khoa học và Kỹ thuật Cơ khí của Đại học Khoa học và Công nghệ Huazhong, hai lần được bầu làm nhà khoa học trưởng 973.
  - Wang Xiaomin, Bí thư Đảng ủy Viện Âm học, Viện Hàn lâm Khoa học Trung Quốc, nhà nghiên cứu, giám sát viên tiến sĩ, và giám đốc của ủy ban học thuật.
  - Fan Yizhong là một nhà nghiên cứu và giám sát tiến sĩ của Viện Hàn lâm Khoa học Trung Quốc.
  - Bohua Sun, Viện sĩ hàn lâm Viện Hàn lâm Khoa học Nam Phi, Giáo sư cơ học ứng dụng, Khoa Cơ khí, Đại học Khoa học và Công nghệ Cape Peninsula, Nam Phi.
  - Zhang Yichi, Tiến sĩ, Đại học Công nghệ Michigan, Hoa Kỳ và Kỹ sư trưởng của Adobe, Thung lũng Silicon.
  - Lu Zhongda, phó chỉ huy trưởng và kỹ sư trưởng của cầu Vịnh Hàng Châu, cây cầu xuyên biển dài nhất thế giới.
  - Zhang Zhanmin, Phó giáo sư tại Đại học Texas ở Austin, dẫn đầu bởi Clyde E. Lee
  - Zhanping You, Giáo sư, Đại học Công nghệ Michigan, Học giả sông Dương Tử
  - Zongzhi Li, Phó Giáo sư, Viện Công nghệ Illinois
  - Yingwu Fang, Chuyên gia Kỹ thuật Đường bộ, Bộ Giao thông Vận tải, Virginia, Hoa Kỳ
  - Zhang Yichi, Lớp Thí nghiệm Kỹ thuật, Chuyên gia Quản lý Mặt đường, Bộ Giao thông Vận tải Ontario, Canada
  - Jiang Zifeng, Chuyên gia kỹ thuật giao thông cao cấp Parson
  - Zhang Yichi, Chuyên gia an toàn giao thông và vỉa hè, Bộ Giao thông Vận tải Indiana, Hoa Kỳ
- Văn hóa 
  - Du Zhongxin, Chủ tịch Hiệp hội Thư pháp Tây An.
- Kinh doanh 
  - Du Chuanzhi, Chủ tịch và Bí thư Đảng ủy Công ty TNHH Cảng Rizhao (Group) và Chủ tịch của Rizhao Port Co., Ltd.
  - Yang Simin, tổng giám đốc của Công ty TNHH Xây dựng Quốc tế Lu Kiều Group
  - Zhe Yining, Chủ tịch Công ty TNHH Hàng không Changan
  - Yi Xiaogang, Chủ tịch điều hành của Sany Công nghiệp nặng Công ty TNHH